# 神林郵便局
神林郵便局（かみはやしゆうびんきょく）は新潟県村上市にある郵便局。
かつては郵便区番号「959-34」の配達を受け持つ集配郵便局であったが、現在は村上郵便局に移管され無集配郵便局となっている。

## 概要
住所：〒959-3449 新潟県村上市岩船駅前50-25

## 沿革
- 1915年（大正4年）9月1日 - 岩船郡神納村（村上郵便局の集配区内）に三等郵便局の有明郵便局として開局、集配は取扱わず[1]。
- 1917年（大正6年）10月26日 - 集配事務開始[2]。
- 1931年（昭和6年）12月26日 - 電話通話事務開始[3]。
- 1934年（昭和9年）2月1日 - 電信事務開始[4]。
- 1936年（昭和11年）
  - 5月1日 - 電話事務開始[5]。
  - 11月25日 - 電話交換業務開始[6]。
- 1955年（昭和30年）1月10日 - 神納村が合併し、神林村の郵便局となる。
- 1975年（昭和50年）1月29日 - 電話交換業務廃止、村上電報電話局に移管[7]。
- 1981年（昭和56年）12月1日 - 和文電報配達業務廃止、村上電報電話局に移管[8]。
- 1986年（昭和61年）
  - 10月13日 - 岩船郡神林村有明から同郡同村今宿への移転と同時に神林郵便局に改称[9]。
  - 10月27日 - 岩船郵便局から集配業務の一部[10]を、ならびに平林郵便局から集配業務の全部を移管[11]。
- 2006年（平成18年）9月25日 - 集配業務の全部を村上郵便局に移管。
- 2008年（平成20年）4月1日 - 神林村が合併し、村上市の郵便局となる。

## 周辺
- 岩船町駅
- 村上市役所神林支所
- 神林地区公民館